# Bobsleigh monobob féminin aux Jeux olympiques de 2022
Navigation
Milan 2026
L'épreuve féminine de monobob des Jeux olympiques d'hiver de 2022 a lieu le 13 et le 14 février 2022. L'Américaine Kaillie Humphries devient la première championne olympique dans cette nouvelle discipline

## Déroulement de la compétition
Les World Series 2021-2022 a vu le sacre de Elana Meyers Taylor qui totalise 4 victoires sur le circuit ; le podium était complété par Kaillie Humphries avec deux victoires et la Canadienne Cynthia Appiah pour compléter le podium.
Dans la première manche, seules Kaillie Humphries et Laura Nolte parvienennt à boucler la descente en moins de 1 min 04 s.  La deuxième manche est pénalisante pour Laura Nolte mais au terme de la première journée, le podium est dominé par Kaillie Humphries (USA) en 2 min 09.10 s suivi de Christine de Bruin (CAN) à 1.04 s
et Laura Nolte (GER) à 1.22 s.
Pour les deux dernières manches, Kaillie Humphries conforte son avance en remportant la course et voit une belle remontée de l'Australienne Bree Walker ; l'avance est confortable pour la leader qui ne se contentera que du troisième temps dans la dernière manche.

## Calendrier
| Date       | Heure | Épreuve                      |
| ---------- | ----- | ---------------------------- |
| 10 février | 17:55 | entraînement - Manche 1 et 2 |
| 11 février | 17:10 | entraînement - Manche 3 et 4 |
| 12 février | 10:10 | entraînement - Manche 5 et 6 |
| 13 février | 9:30  | Manche 1                     |
| 13 février | 11:00 | Manche 2                     |
| 14 février | 9:30  | Manche 3                     |
| 14 février | 11:00 | Manche 4                     |

## Médaillés
| Or                                           | Argent                                  | Bronze                                    |
| Kaillie Humphries (États-Unis) 4 min 19 s 27 | Elana Meyers (États-Unis) 4 min 20 s 81 | Christine de Bruin (Canada) 4 min 21 s 03 |

## Résultats
| Rang                                | #  | Athlète                    | Nation       | Manche 1  | Manche 1 | Manche 2  | Manche 2 | Manche 3  | Manche 3 | Manche 4  | Manche 4 | Total     | Total     |
| Rang                                | #  | Athlète                    | Nation       | Temps (s) | Rang     | Temps (s) | Rang     | Temps (s) | Rang     | Temps (s) | Rang     | Temps (s) | Écart (s) |
| ----------------------------------- | -- | -------------------------- | ------------ | --------- | -------- | --------- | -------- | --------- | -------- | --------- | -------- | --------- | --------- |
| Médaille d'or, Jeux olympiques      | 5  | Kaillie Humphries          | États-Unis   | 1:04.44   | 1        | 1:04.66   | 1        | 1:04.87   | 1        | 1:05.30   | 3        | 4:19.27   | —         |
| Médaille d'argent, Jeux olympiques  | 4  | Elana Meyers               | États-Unis   | 1:05.12   | 3        | 1:05.30   | 3        | 1:05.28   | 3        | 1:05.11   | 1        | 4:20.81   | +1.54     |
| Médaille de bronze, Jeux olympiques | 7  | Christine de Bruin         | Canada       | 1:05.12   | 3        | 1:05.02   | 2        | 1:05.38   | 4        | 1:05.51   | 5        | 4:21.03   | +1.76     |
| 4                                   | 9  | Laura Nolte                | Allemagne    | 1:04.74   | 2        | 1:05.58   | 7        | 1:05.70   | 6        | 1:05.31   | 4        | 4:21.33   | +2.06     |
| 5                                   | 8  | Bree Walker                | Australie    | 1:05.55   | 10       | 1:05.54   | 6        | 1:05.16   | 2        | 1:05.21   | 2        | 4:21.46   | +2.19     |
| 6                                   | 2  | Huai Mingming              | Chine        | 1:05.18   | 6        | 1:05.72   | 9        | 1:05.71   | 7        | 1:05.97   | 8        | 4:22.58   | +3.31     |
| 7                                   | 12 | Melanie Hasler             | Suisse       | 1:05.18   | 6        | 1:05.86   | 11       | 1:06.21   | 13       | 1:05.56   | 6        | 4:22.81   | +3.54     |
| 8                                   | 6  | Cynthia Appiah             | Canada       | 1:05.75   | 12       | 1:05.53   | 5        | 1:05.78   | 8        | 1:05.98   | 9        | 4:23.04   | +3.77     |
| 9                                   | 13 | Ying Qing                  | Chine        | 1:05.16   | 5        | 1:05.99   | 12       | 1:05.82   | 9        | 1:06.44   | 14       | 4:23.41   | +4.14     |
| 10                                  | 10 | Nadezhda Sergeeva          | ROC          | 1:05.45   | 9        | 1:06.00   | 13       | 1:05.83   | 10       | 1:06.31   | 11       | 4:23.59   | +4.32     |
| 11                                  | 17 | Margot Boch                | France       | 1:05.77   | 14       | 1:05.51   | 4        | 1:06.01   | 12       | 1:06.53   | 16       | 4:23.82   | +4.55     |
| 12                                  | 14 | Andreea Grecu              | Roumanie     | 1:05.56   | 11       | 1:05.71   | 8        | 1:06.46   | 15       | 1:06.26   | 10       | 4:23.99   | +4.72     |
| 13                                  | 11 | Mariama Jamanka            | Allemagne    | 1:05.85   | 15       | 1:06.94   | 17       | 1:05.47   | 5        | 1:05.74   | 7        | 4:24.00   | +4.73     |
| 14                                  | 16 | Katrin Beierl              | Autriche     | 1:05.39   | 8        | 1:06.00   | 13       | 1:06.57   | 16       | 1:06.56   | 17       | 4:24.52   | +5.25     |
| 15                                  | 20 | Giada Andreutti            | Italie       | 1:06.07   | 17       | 1:05.77   | 10       | 1:06.57   | 16       | 1:06.38   | 12       | 4:24.79   | +5.52     |
| 16                                  | 15 | Karlien Sleper             | Pays-Bas     | 1:05.88   | 16       | 1:06.59   | 16       | 1:05.85   | 11       | 1:06.65   | 18       | 4:24.97   | +5.70     |
| 17                                  | 18 | Viktória Čerňanská         | Slovaquie    | 1:05.75   | 12       | 1:06.41   | 15       | 1:06.62   | 18       | 1:06.47   | 15       | 4:25.25   | +5.98     |
| 18                                  | 1  | Kim Yoo-ran                | Corée du Sud | 1:06.68   | 20       | 1:07.02   | 18       | 1:06.41   | 14       | 1:06.41   | 13       | 4:26.52   | +7.25     |
| 19                                  | 19 | Jazmine Fenlator-Victorian | Jamaïque     | 1:06.63   | 19       | 1:07.38   | 19       | 1:06.92   | 19       | 1:07.63   | 20       | 4:28.56   | +9.29     |
| 20                                  | 3  | Lidiia Hunko               | Ukraine      | 1:06.34   | 18       | 1:07.84   | 20       | 1:07.47   | 20       | 1:07.45   | 19       | 4:29.10   | +9.83     |